# Österreichische Alpine Skimeisterschaften 1929
Die Österreichischen Alpinen Skimeisterschaften 1929 fanden am 25. Jänner in Bad Aussee statt. Ausgetragen wurde ein Abfahrtsrennen der Damen; Herrentitel in alpinen Wettbewerben wurden noch nicht vergeben.

## Damen

### Abfahrt
| Platz | Name            | Zeit        |
| ----- | --------------- | ----------- |
| 01    | Inge Lantschner | 06:00,0 min |
| 02    | Irma Schmidegg  | 06:50,4 min |
| 03    | Terry Kuhnert   | 06:51,0 min |
| 04    | Berta Frisch    | 07:07,0 min |
| 05    | Susi Büncker    | 07:08,0 min |
| 06    | Käthe Lettner   | 07:25,0 min |
| 07    | Marie Pressl    | 08:08,0 min |
| 08    | Elsa Frischauf  | 08:46,0 min |
| 09    | Friedl Goller   | 09:13,0 min |
| 10    | Liesl Körber    | 11:19,0 min |

Datum: 25. Jänner 1929

Ort: Bad Aussee

Streckenlänge: 4 km

Teilnehmerinnen: 16